# Tabatěrka

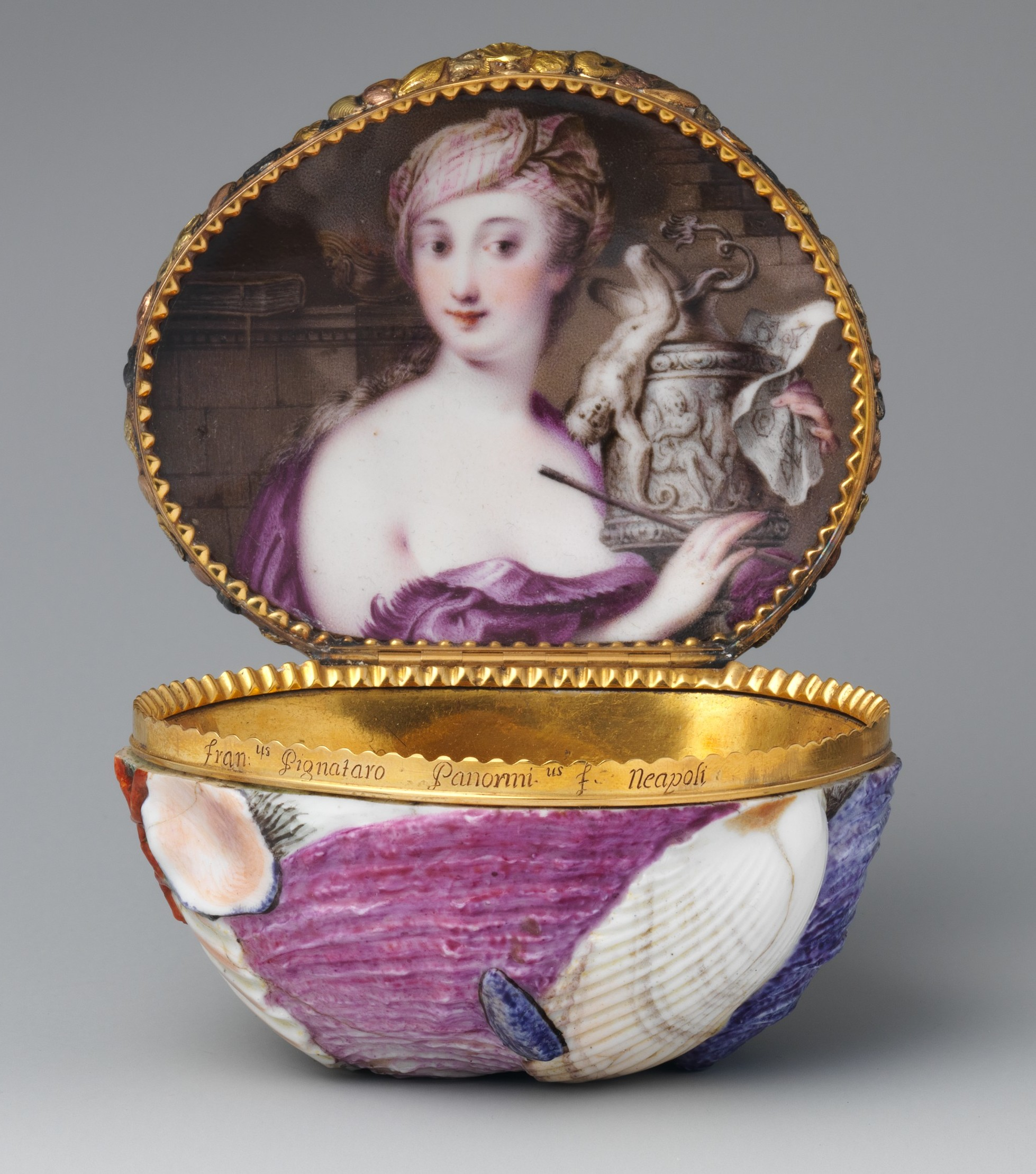
Rokoková tabatěrka na šňupací tabák

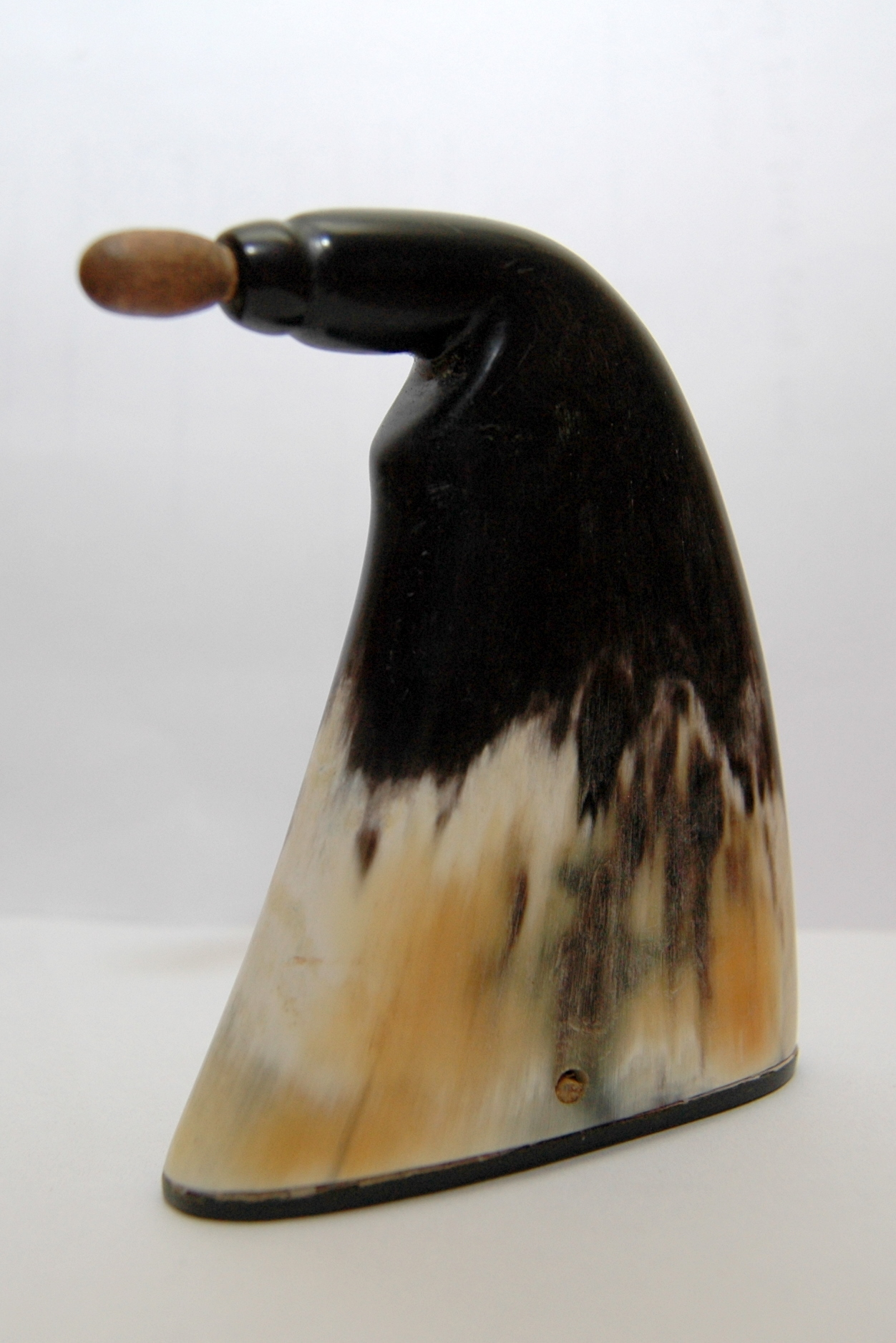
Polská tabatěrka na šňupací tabák z rohoviny

Tabatěrka (z francouzského tabatière) je krabička na šňupací tabák nebo na cigarety. Bývá vyrobena z kovu, porcelánu, dřeva nebo i jiných materiálů. Tabatěrka může mít tvar klenutý nebo obdélný a plochý, aby se vešla do kapsy oděvu. V historických dobách bývala i výrazně zdobená. V dřívějších dobách, kdy si běžně kuřáci vlastnoručně balili cigarety, byla prakticky nezbytnou kuřáckou potřebou, v dnešní době je používána již v menší míře.

## Tabatěrky na cigarety

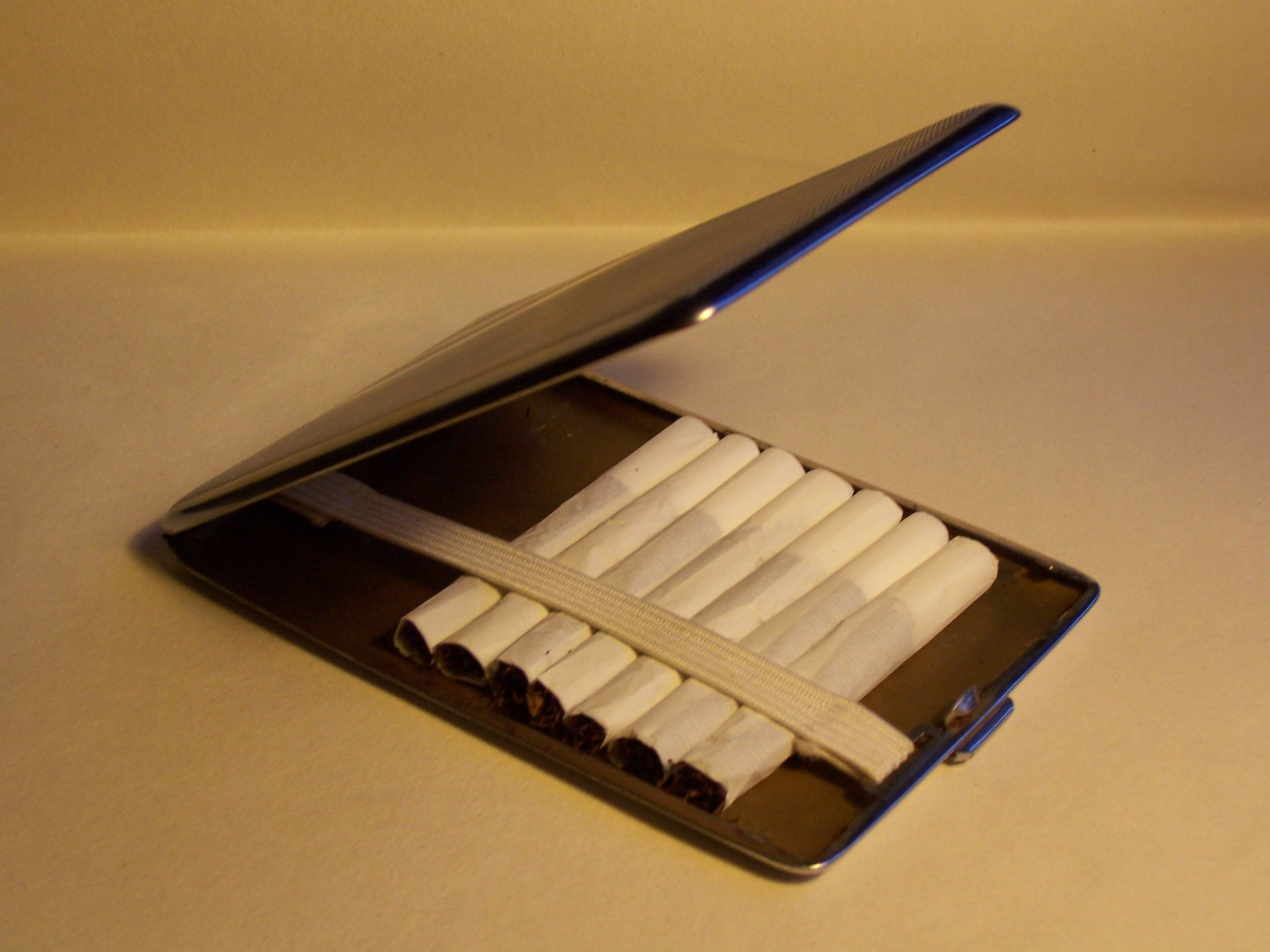
Kovová kapesní tabatěrka

### Kapesní
Kapesní tabatěrku na cigarety tvoří zpravidla ploché obdélníkové kovové pouzdro, jehož rozměry jsou určeny požadovanou kapacitou a délkou cigaret. Pouzdro se zpravidla skládá ze dvou křídel, která jsou na jedné straně spojena nejčastěji piánovým pantem a na druhé uzavíratelná tlakovou západkou. K vnitřní straně křídel bývá upevněna textilní pruženka, která drží cigarety při stěně a brání jejich vysypání při otevření tabatěrky. Méně často se objevují i jiná technická řešení. Kapacita kapesních tabatěrek se nejčastěji pohybuje mezi 8 až 25 kusy cigaret a závisí mimo jiné na tom, zda se cigarety upínají k jednomu nebo oběma křídlům.
Vnější strana křídel tabatěrky bývá často ozdobena vlisovanými vzory či výjevy, potiskem nebo reliéfem. Kapesní tabatěrky jsou nejčastěji vyrobené z ocelového, méně často z měděného či mosazného, plechu. Zřídka se objevují tabatěrky dřevěné nebo plastové. Luxusní provedení bývají postříbřena, pozlacena nebo přímo vyrobena z drahých kovů a zdobena ruční uměleckou prací.

### Stolní
Stolní tabatěrky mají oproti kapesním zpravidla větší kapacitu a plní především dekorativní funkci interierového doplňku. Bývají vyrobeny z rozličných materiálů (především dřevo, kov, porcelán) v různých technických provedeních. Kromě jednoduchých schránek se vyskytují i tabatěrky mechanické (tzv. podavače cigaret) doplněné různými výsuvnými a otevíracími systémy, výjimečně i hracím strojkem.

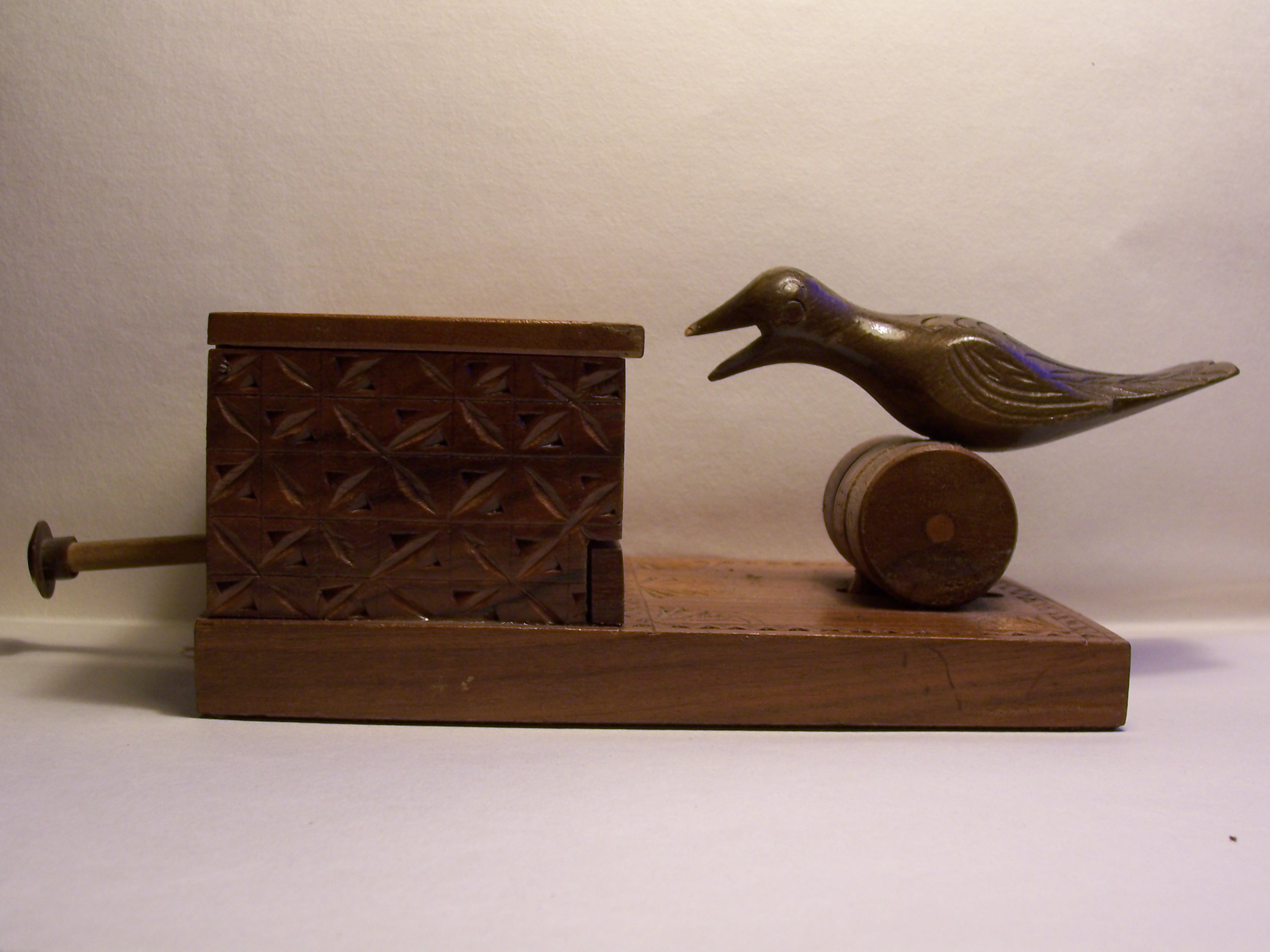
Podavač cigaret "Ptáček", 1. fáze
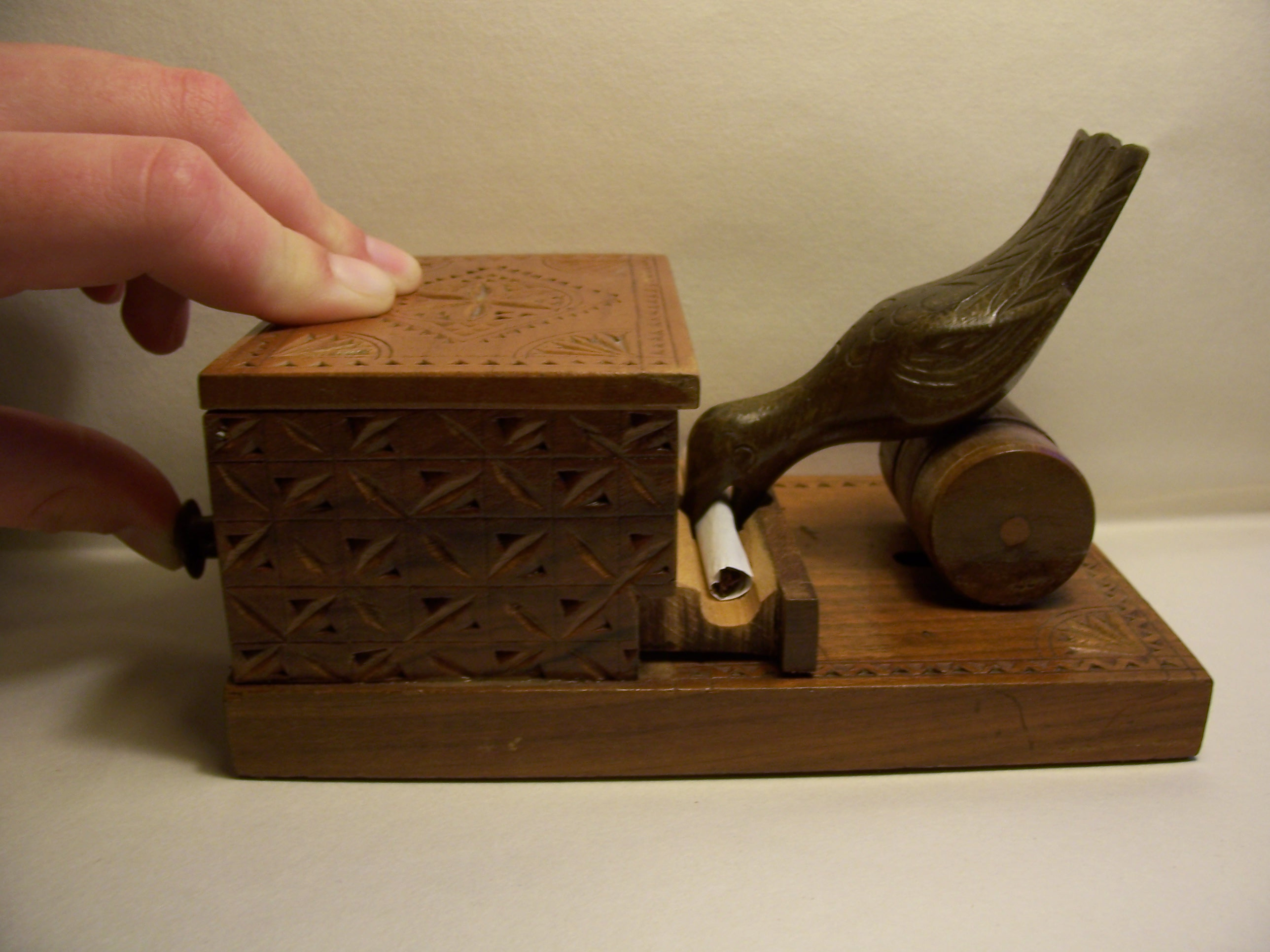
2. fáze
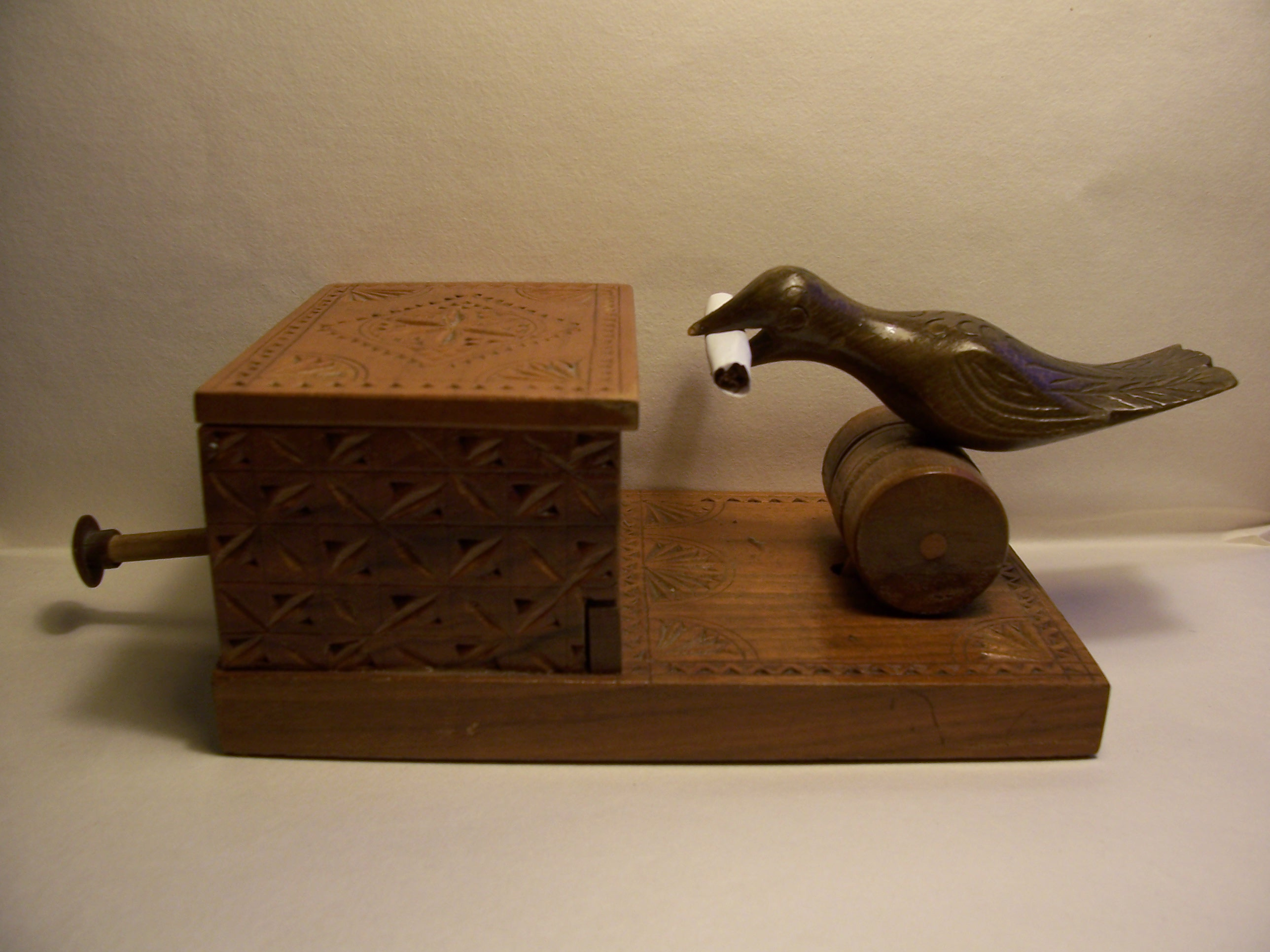
3. fáze